# Митрофановка (Дуванський район)
Митрофа́новка (рос. Митрофановка, башк. Митрофановка) — село у складі Дуванського району Башкортостану, Росія. Входить до складу Михайловської сільської ради.
Населення — 207 осіб (2010; 220 у 2002).
Національний склад:
- росіяни — 69 %